# مرکینه
مرکینه (به لاتین: Merkinė) یک منطقهٔ مسکونی در لیتوانی است که در منطقهٔ وارنا مونیکیپلیتی واقع شده‌است.

## خصوصیات
مرکینه ۱٬۴۳۴ نفر جمعیت دارد.